# APN
APN (англ. Access Point Name, имя точки доступа) — идентификатор сети пакетной передачи данных, конфигурируемой и доступной из GGSN. Сеть передачи данных, обозначаемая APN, позволяет абоненту мобильной сети передачи данных (например, GPRS, 3G, LTE) осуществлять доступ к услугам передачи данных, например к WAP, Internet, MMS.
При активации PDP-контекста SGSN обращается к DNS, получая IP-адрес GGSN, соответствующий данному APN.

## Структура APN
APN состоит из нескольких компонентов:
1. Имя точки доступа (APN): Уникальное имя, которое используется для идентификации точки доступа в сети оператора.
2. Имя пользователя и пароль: Некоторые сотовые операторы требуют аутентификации для доступа к сети. Имя пользователя и пароль используются для проверки подлинности абонента.
3. Тип аутентификации: Метод, используемый для проверки подлинности абонента. Это может быть PAP или CHAP.
4. Адрес прокси-сервера и порт: Некоторые сети требуют прокси-сервер для доступа к интернету. Адрес прокси-сервера и порт указываются в настройках APN.
5. Тип сети данных (например, IPv4, IPv6): Указывает тип протокола IP, который будет использоваться для передачи данных.